# Parafia Narodzenia św. Jana Chrzciciela w Biskowicach
Parafia Narodzenia św. Jana Chrzciciela w Biskowicach − parafia rzymskokatolicka znajdująca się w archidiecezji lwowskiej w dekanacie Sambor.